# (5883) Josephblack
(5883) Josephblack ist ein Asteroid des Hauptgürtels, der am 6. November 1993 vom australischen Astronomen Robert McNaught am Siding-Spring-Observatorium (IAU-Code 413) in der Nähe von Coonabarabran in Australien entdeckt wurde.
Der Asteroid ist nach dem schottischen Physiker und Chemiker Joseph Black (1728–1799) benannt, der der Entdecker des Kohlenstoffdioxids und der Wärmekapazität ist und die latente Wärme einführte.